# Acuerdo Comercial Antifalsificación

Países que firmaron y ratificaron el ACTA.
Países signatarios del ACTA.
Países de la Unión Europea signatarios del ACTA.
Países de la Unión Europea no signatarios del ACTA.
Países asociados al ACTA.

ACTA (del inglés: Anti-Counterfeiting Trade Agreement, traducido como Acuerdo comercial anti-falsificación) es un acuerdo multilateral voluntario que propone fijar protección y respaldo a la propiedad intelectual, con el propósito de evitar la falsificación de bienes, los medicamentos genéricos y la piratería en Internet. Para lograr el cometido, este acuerdo permitirá aumentar la vigilancia fronteriza, y obligará a los ISP a vigilar todos los paquetes de datos que sean cargados o descargados desde Internet (descargas un mp3 de forma ilegal, además el usuario podría eventualmente recibir multas, perder el derecho a la conexión a la web, o penas de prisión). Principalmente, las empresas beneficiadas son las RIAA y MPAA, empresas que dicen que compartir archivos entre usuarios sin ningún fin lucrativo es ilegal, desvirtuando a entidades por almacenar contenido con derechos protegidos u otorgados a un autor específico.

## Marco legal
ACTA para un nuevo marco legal internacional al cual los países pueden adherirse voluntariamente y podría crear su propio cuerpo de gobierno fuera de las instituciones internacionales existentes como la Organización Mundial del Comercio (OMC), la Organización Mundial de la Propiedad Intelectual (OMPI) o la Organización de las Naciones Unidas (ONU). Citando una hoja de hechos publicada por la Oficina del Representante de Comercio de los Estados Unidos (USTR) y el Informe Especial 301 de 2008, la Electronic Frontier Foundation (EFF) declaró que el objetivo de ACTA es crear un nuevo estándar de aplicación de propiedad intelectual más allá de los estándares existentes en el Acuerdo sobre los Aspectos de los Derechos de Propiedad Intelectual relacionados con el Comercio (TRIPS) e incrementar la cooperación internacional, incluyendo compartir información entre las agencias policiales de los países firmantes.
El "objetivo definitivo" de ACTA es que las grandes economías emergentes, "en donde la aplicación de derechos de propiedad intelectual podría ser mejorada, como China, Rusia o Brasil, firmando el pacto global".

## Negociaciones
Las negociaciones de ACTA se llevan a cabo de forma secreta y no pertenecen a ninguna organización internacional. La Comisión Europea, la Oficina del Representante de Comercio de los Estados Unidos, y el Departamento australiano de Comercio y Asuntos Extranjeros, y otras agencias de gobierno han reconocido haber participado en las negociaciones de ACTA, pero han rechazado liberar los borradores del tratado o hablar de términos específicos bajo discusión en las negociaciones.
En noviembre de 2008 la Comisión europea declaró que hasta ahora hubo tres rondas de negociaciones: a principios de junio del 2008 en Génova, finales de julio del 2008 en Washington, a mediados de octubre de 2008 en Tokio. Una cuarta ronda de negociaciones fue sostenida en París, a mediados de diciembre del 2008, y una quinta ronda en Marruecos, en julio del 2009. Los participantes en Marruecos indicaron que actualmente están buscando concluir el acuerdo "lo antes posible dentro del 2010", y que la próxima ronda de negociaciones sería en Corea del Sur en noviembre del 2009.
En abril de 2011 Colombia anuncia la negociación del ACTA contra la piratería bajo el nombre de 'Ley Lleras'.

### Sexta ronda de negociación, Seúl, noviembre de 2009
La sexta ronda de las negociaciones de ACTA fue acogida por la República de Corea en Seúl en noviembre 4 a 6, 2009. Los participantes en estas negociaciones incluyen a: Australia, Canadá, la Unión Europea, Japón, la República de Corea, México, Marruecos, Nueva Zelanda, Singapur, Suiza, y los Estados Unidos de América. Las discusiones en esta ronda de negociaciones se enfocaron en la restricción del entorno digital y rigidez criminal.

### Séptima ronda de negociación, México, enero de 2010
La séptima ronda de negociaciones está planificada para enero de 2010 en México. Su objetivo es concluir ACTA en 2010.
Ahora esta desea dar efecto su ley para inspeccionar cada webs y cada servicio darle un costo.

## Provisiones
A pesar de que el título del tratado sugiere que el acuerdo solo cubre falsificaciones de bienes físicos (como medicinas), el tratado propuesto tendrá un alcance más amplio, incluyendo "la distribución de Internet y de las tecnologías de la información". En la hoja de hechos de ACTA publicada en noviembre de 2008 la Comisión Europea declaró que "Hasta la fecha, no se ha acordado ningún texto." 
Un documento, que se filtró, titulado Discussion Paper on a Possible Anti-Counterfeiting Trade Agreement sugiere que los siguientes puntos serán incluidos en ACTA: nuevos regímenes legales para "incentivar a los proveedores de acceso a Internet (ISP) a cooperar con los titulares de derechos en la eliminación de materiales que infringen la ley, medidas penales e incremento del accionar aduanero en las fronteras.
En reacción a las filtraciones, la Comisión Europea en noviembre de 2008 debido a la fuerte presión de este grupo anónimo declaró que:

"Las negociaciones siguen en camino. Esto significa que no hay ningún acuerdo todavía, y que, en el momento de escribir esta hoja de hechos, no hay siquiera un texto de borrador en donde las participantes de la negociación converjan. Diversos "textos", erróneamente presentados como borradores de acuerdos de ACTA circulan en la web. En las etapas preliminares de las discusiones sobre la idea de un futuro ACTA, algunos de los partidos negociantes han entregado papeles de concepto, para poder presentar sus vistas iniciales del proyecto a otros socios. Algunos de estos papeles de concepto han circulado por la red o sido comentados en la prensa presentados como "textos borradores de ACTA o negociando directrices", cuando no lo son."

Los detalles publicados en febrero del 2009 indican que ACTA tiene seis capítulos principales. La mayoría de la discusión a la fecha está centrada en el capítulo "Endurecimiento de Derechos de Propiedad Intelectual", el cual tiene cuatro subcapítulos:
1. Definiciones y Provisiones Iniciales;
2. Endurecimiento de Derechos de Propiedad Intelectual: 
  - Prohibición de cosas personales.

1. - Medidas de frontera,
  - Endurecimiento criminal,
  - Tecnología de Administración de los derechos/el Internet
2. Cooperación Internacional;
3. Aplicación de medidas;
4. Arreglos Institucionales;
5. Provisiones Finales.[8]

## Actualidad

### Febrero de 2012
7 de febrero: Varios países de la Unión Europea se han opuesto a firmar el tratado, entre los que se encuentran: Polonia, República Checa, Eslovaquia y Rumania. Los representantes de dichos estados se manifestaron en contra de ACTA blandiendo diversos argumentos. 
En Polonia, el primer ministro Donald Tusk anunció que la ratificación del acuerdo solo se llevará a cabo cuando se disipen las dudas sobre el mismo. Además, reconoció el error de haber suscrito el pacto sin previo debate público.
En República Checa, el primer ministro Petr Necas declaró su preocupación por ACTA, manifestando que “el gabinete no puede aceptar una situación en la que los fundamentos de la libertad y el acceso libre a la información estén en peligro”. De esta forma, República Checa también niega la participación al pacto.
En Eslovaquia la situación es similar. Bajo el reconocimiento de que ACTA podría llegar a limitar la libertad y el acceso libre a la información, el gobierno planteó la paralización del acuerdo. El ministro de economía, Juraj Miskov, afirmó además que ACTA "está concebido de manera muy general, lo que favorece muchas interpretaciones. La formulación no es totalmente clara".
En Rumania, el primer ministro Emil Boc instó a su gobierno que explique públicamente por qué firmó el tratado sin haber realizado un debate público.
10 de febrero: El viernes 10 de febrero del presente año, el departamento de justicia alemán decidió congelar las negociaciones y no firmará ACTA por ahora. Alemania esperará primero la decisión del parlamento de la Unión Europea antes de reconsiderar adherirse al tratado. El comunicado se realizó un día antes del Día Internacional en contra de ACTA, planeado para el 11 de febrero de 2012.
14 de febrero El martes 14 de febrero del presente año, el ministro de economía búlgaro Traicho Traikov anunció que su país suspenderá la ratificación de ACTA hasta que el resto de los países de la Unión Europea clarifiquen su posición. Traikov declaró que el día 15 de febrero se votará la moción para suspender oficialmente las negociaciones de ACTA.

### Julio de 2012
4 de julio El Parlamento europeo rechaza el ACTA. Con 478 votos en contra y 165 abstenciones, el pleno ha rechazado el Acuerdo multilateral Comercial contra la Falsificación, negociado por los países industrializados contra la piratería. Solo 39 eurodiputados votaron a favor.
11 de julio Claude Heller, embajador mexicano en Japón, firmó el tratado, a pesar de la recomendación unánime del Senado de México de NO firmarlo. La firma no fue informada oportunamente al Senado, cuyo pleno ya no se encuentra en periodo de sesiones, según lo ratificó el senador del PRI Eloy Cantú, quien formó parte de la comisión especial que revisó la conveniencia de firmar o no firmar este tratado.
25 de julio El Senado mexicano rechaza ratificar al ACTA, e insistió al Poder Ejecutivo que realice las gestiones necesarias a fin de que, previamente a su ratificación, se establezca una reserva de México al ACTA para que el artículo 27 y otras disposiciones que pudieran afectar derechos fundamentales no se apliquen en el país, además el Congreso pide la comparecencia de los titulares de la Secretaría de Economía, Bruno Ferrari, y del Instituto Mexicano de la Propiedad Intelectual (IMPI), José Rodrigo Roque, y de representantes de la Cancillería para explicar el proceso de firma del tratado antipiratería, por haberse contravenido la Ley Sobre Aprobación de Tratados internacionales en Materia Económica.

### Diciembre de 2012
20 de diciembre: La Comisión Europea rechaza de forma definitiva el ACTA, que ya no volverá a ser estudiado por Europa.

## Resumen
Esta ley trata de ir eliminando páginas web donde se difunden materiales protegidos por derechos de autor. También pretenden que las compañías revisen lo que descargas por internet y en caso de que descargases cualquier material ilegal con derechos de autor se te podrían aplicar multas e incluso penas de cárcel.